# Еклеб
Еклеб (фр. Eclaibes) насеље је и општина у североисточној Француској у региону Север-Па д Кале, у департману Север која припада префектури Авне сир Елп.
По подацима из 2011. године у општини је живело 278 становника, а густина насељености је износила 56,85 становника/km². Општина се простире на површини од 4,89 km². Налази се на средњој надморској висини од 175 метара (максималној 196 m, а минималној 145 m).

## Демографија
| 1962. | 1968. | 1975. | 1982. | 1990. | 1999. | 2011. |
| ----- | ----- | ----- | ----- | ----- | ----- | ----- |
| 157   | 188   | 180   | 209   | 272   | 270   | 278   |

График промене броја становника у току последњих година